# Beatrice Arthur
Pour les articles homonymes, voir Arthur.
Beatrice Arthur, nom de scène de Bernice Frankel, est une actrice américaine née le 13 mai 1922 à New York et morte le 25 avril 2009 à Los Angeles (Californie).
Connue pour sa personnalité explosive et sa voix grave et profonde, Bea Arthur (ainsi qu'elle est le plus souvent appelée aux États-Unis) a été la vedette de deux sitcoms extrêmement populaires : Maude et Les Craquantes (The Golden Girls).

## Biographie

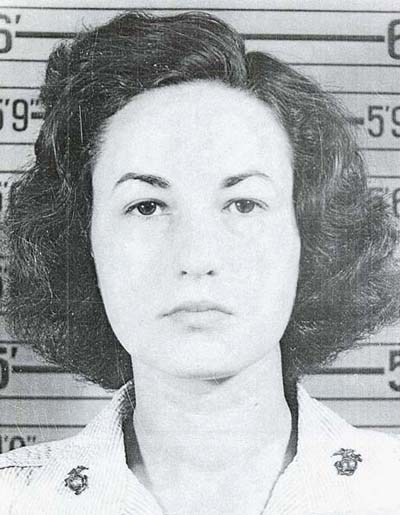
Photo de la carte d'identification de l'United States Marine Corps (1943).

Beatrice Arthur est née le 13 mai 1922, ses parents étaient Rebecca et Philip Frankel, à Brooklyn, New York. Mais elle a grandi dans le Maryland, où sa famille a déménagé en 1933. Elle a grandi dans une famille juive d'origine austro-polonaise.
Durant la Seconde Guerre mondiale, Beatrice Arthur sert en tant que conductrice de camion et dactylographe pour le corps de réserve féminin des USMC,. Elle a reçu une décharge honorable en septembre 1944, avec le rang de Staff Sergeant.
Beatrice Arthur commence sa carrière au théâtre dans les années 1940. Elle est remarquée en 1954 à Broadway dans l'adaptation anglaise de L'Opéra de quatre sous (The Threepenny Opera en anglais) de Bertolt Brecht et Kurt Weill, aux côtés de Lotte Lenya. En 1956-1957, elle fait des apparitions régulières dans l'émission du comique Sid Caesar, Caesar's Hour.
Toujours à Broadway, elle crée le rôle de Yente dans Un violon sur le toit de Joseph Stein (en), Jerry Bock et Sheldon Harnick en 1964 avec Zero Mostel, puis celui de Vera Charles dans Mame de Jerry Herman, Jerome Lawrence (en) et Robert E. Lee (en) en 1966 aux côtés de Angela Lansbury, rôle qu'elle reprendra au cinéma en 1974.
Mais c'est le petit écran qui la révèle véritablement au grand public avec le rôle de Maude Finley dans la série All in the family (en) en 1971. Son succès est tel qu'elle se voit offrir sa propre série dérivée (spin-off), simplement intitulée Maude, diffusée de 1972 à 1978 et qui sera adaptée en France sous le titre Maguy avec Rosy Varte dans les années 1980.
Sept ans plus tard, elle décroche le rôle de Dorothy Zbornak dans The Golden Girls (Les Craquantes en VF), diffusé de 1985 à 1992. La série qui rencontre un énorme succès ne s'interrompt qu'avec le départ de l'actrice qui souhaite passer à autre chose. Elle fait ensuite plusieurs apparitions dans des séries, notamment Malcolm, puis monte un one-woman show qu'elle joue à travers les États-Unis.
Sa dernière apparition à la télévision en tant qu'actrice a lieu en 2002, dans la série Malcolm. Elle y interprète le temps d'un épisode le rôle de la baby-sitter du jeune Dewey, avec qui elle tisse des liens d'amitiés et finit par danser sur la chanson d'Abba, Fernando. La scène cocasse s'interrompant brutalement au moment où son personnage est victime d'un malaise cardiaque.

### Mort
Beatrice Arthur meurt à son domicile de Los Angeles des suites d'un cancer,. Son décès intervient un peu moins d'un an après celui d'Estelle Getty, qui incarnait son espiègle et débridée maman dans The Golden Girls, alors que les deux comédiennes n'avaient qu'un an d'écart dans la vraie vie (Beatrice Arthur étant la plus âgée).

### Famille
Beatrice Arthur a été mariée successivement au scénariste-producteur Robert Alan Aurthur et au réalisateur et metteur en scène Gene Saks dont elle a divorcé en 1978. Elle a deux fils, Matthew (né en 1961) et Daniel (né en 1964), adoptés durant son deuxième mariage.

## Théâtre
- 1947 : Lysistrata
- 1954 : The Threepenny Opera : Lucy Brown

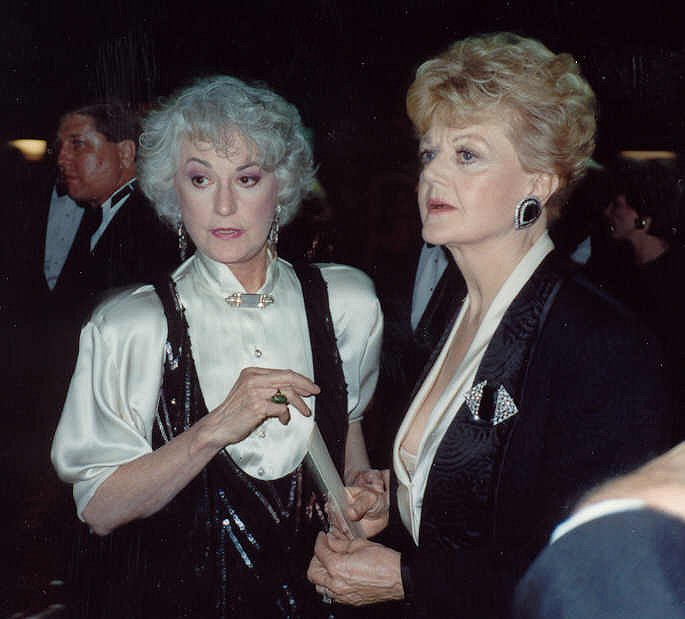
Beatrice Arthur et Angela Lansbury en 1989.

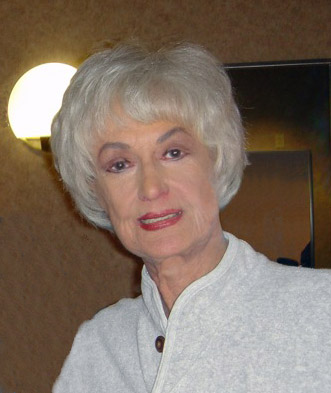
Beatrice Arthur en 2005.

- 1964 : Un violon sur le toit : Yente
- 1966 : Mame : Vera Charles

## Filmographie sélective

### Cinéma
- 1959 : Une espèce de garce (That Kind of Woman)
- 1970 : Lune de miel aux orties (Lovers and Other Strangers) : Bea Vecchio
- 1974 : Mame : Vera Charles
- 1981 : La Folle Histoire du monde (History of the World: Part I) : directrice de l'agence pour l'emploi
- 1996 : For Better or Worse : Beverly Makeshift
- 2000 : Enemies of Laughter (en) : la mère de Paul

### Télévision
- 1954 : Caesar's Hour (en) : Récurrente (1956-1957)
- 1972 : All in the family (en) : Maude Finley
- 1972-1978 : Maude : Maude Finley
- 1978 : Au temps de la guerre des étoiles (The 'Star Wars' Holiday Special) : Ackmena
- 1983 : Amanda's (en) : Amanda Cartwright - Adaptation de la série britannique Fawlty Towers
- 1985-1992 : Les Craquantes (The Golden Girls) : Dorothy Zbornak
- 1988 : My First Love : Jean Miller
- 2000 et 2002 : Malcolm (saison 1 et 4) : Mme Whites[5]

## Distinctions

### Récompenses
- Tony Awards 1966 : Meilleure actrice dans une comédie musicale pour Mame
- Primetime Emmy Awards 1977 : Meilleure actrice dans une série télévisée comique pour Maude
- Primetime Emmy Awards 1988 : Meilleure actrice dans une série télévisée comique pour Les Craquantes

### Nominations
- Golden Globes 1973 : Meilleure actrice dans une série musicale ou comique pour Maude
- Primetime Emmy Awards 1973 : Meilleure actrice dans une série télévisée comique pour Maude
- Golden Globes 1974 : Meilleure actrice dans une série musicale ou comique pour Maude
- Primetime Emmy Awards 1974 : Meilleure actrice dans une série télévisée comique pour Maude
- Golden Globes 1975 : Meilleure actrice dans une série musicale ou comique pour Maude
- Golden Globes 1976 : Meilleure actrice dans une série musicale ou comique pour Maude
- Primetime Emmy Awards 1976 : Meilleure actrice dans une série télévisée comique pour Maude
- Golden Globes 1978 : Meilleure actrice dans une série musicale ou comique pour Maude
- Primetime Emmy Awards 1978 : Meilleure actrice dans une série télévisée comique pour Maude
- Golden Globes 1986 : Meilleure actrice dans une série musicale ou comique pour Les Craquantes
- Primetime Emmy Awards 1986 : Meilleure actrice dans une série télévisée comique pour Les Craquantes
- Golden Globes 1987 : Meilleure actrice dans une série musicale ou comique pour Les Craquantes
- Primetime Emmy Awards 1987 : Meilleure actrice dans une série télévisée comique pour Les Craquantes
- Golden Globes 1988 : Meilleure actrice dans une série musicale ou comique pour Les Craquantes
- Primetime Emmy Awards 1989 : Meilleure actrice dans une série télévisée comique pour [Les Craquantes
- Primetime Emmy Awards 2000 : Meilleure actrice invitée dans une série télévisée comique pour Malcolm